# Thesmoforie
Thesmoforie (stgr. Πολιτεῖαι, Thesmophoriazousai, dosłownie Kobiety na święcie Thesmoforiów) – komedia napisana przez Arystofanesa i wystawiona w Atenach na Wielkich Dionizjach w 411 roku p.n.e. Sztuka parodiuje rzeczywiste postaci świata literackiego Aten.

## Wystawienie
Arystofanes wystawił Thesmoforie w Atenach na Wielkich Dionizjach w 411 roku p.n.e. Nie jest znane miejsce, które zajęła komedia.
W komedii attyckiej stosowano rozróżnienie masek męskich i kobiecych. Z racji mniejszej opalenizny damskie maski były jasne, zaś męskie ciemne i brodate. Natomiast z powodu poruszanej tematyki konieczne było odwzorowanie tego w kostiumach – postaci obu płci odgrywane były przez mężczyzn, należało więc w jakiś sposób rozróżnić mężczyznę przebranego za kobietę, lub mężczyznę zniewieściałego. Maska Agathona odznaczała się zapewne pośrednią w stosunku do tradycyjnych barwą, nie posiadała też brody. Ciemniejsza miała być maska Klejsthenesa, zaś maska Mnesilocha, pozbawiona brody w trakcie przedstawienia, zachowała do końca barwę charakterystyczną dla postaci męskich.

## Streszczenie
Eurypides dowiaduje się, że kobiety zebrane na Pnyksie szykują dla niego zemstę, za pokazywanie ich w złym świetle w swoich tragediach. Aby zaradzić nieszczęściu udaje się do tragediopisarza Agathona, by prosić go o szpiegostwo na kobiecym święcie. Chociaż Agathon zwykł nosić damskie ubrania, jednak nie zgadza się wziąć na siebie niebezpieczeństwa, związanego z bezprawnym przebywaniem na święcie kobiet. W tej sytuacji zadania podejmuje się Mnesilochos – brodaty krewny Eurypidesa. Przed wyruszeniem zostaje on specjalnie przygotowany – ogolony, osmalony w kroku i przebrany w damskie ubrania. Podczas święta Thesmoforii, po odprawieniu uroczystych modłów, rozpoczyna się dyskusja kobiet na temat Eurypidesa. Pierwsza głos zabiera Mika. Opowiada, jak na skutek oskarżycielskiego przedstawienia kobiet w jego tragediach mężowie stali się znacznie bardziej podejrzliwi wobec swoich żon. Następnie głos zabrała wdowa Kritylla, która utraciła część dochodu ze sprzedaży wieńców na skutek bezbożności szerzonej przez sztuki tragediopisarza. Gdy głos zabiera Mnesilochos, broni on swego krewnego poprzez atak na kobiety, które z powodu swych niecnych działań same winne są sposobowi ich ukazywania w tragediach. Podczas gdy kobiety toczą spór z Mnesilochosem, na scenie pojawia się Klejsthenes, który informuje niewiasty o podstępie Eurypidesa. Złapany szpieg wzywa na pomoc tragediopisarza, wykorzystując motywy z jego sztuk. O ile fortel z Palamedesa nie skutkuje, to już wcielenie się w bohaterkę z Heleny doprowadza do pojawienia się na scenie odgrywającego Menelaosa Eurypidesa. Pilnująca przebierańca Kritylla nie rozumie kontekstu tragedii, zaś pisarz musi uciekać po pojawieniu się prytana. Kolejną próbą oswobodzenia jest wykorzystanie Andromedy. Tym razem pilnowany przez scytyjskiego łucznika Mnesilochos wciela się w przykutą do skały Andromedę, Eurpides pojawia się zaś najpierw jako Echo, a na końcu jako Perseusz. Gdy i ta zagrywka nie skutkuje, tragikopisarz zawiera rozejm z chórem kobiet, zaś Scytę oszukuje, wykorzystując jego pociąg erotyczny ku podstawionej tancerce.

## Nowożytne adaptacje
Ze względu na literacką tematykę Thesmoforie są bardzo rzadko wystawiane we współczesnych teatrach.